# Listă de actori - I
|  | Listă de actori \| \| Listă de actori - I \| Liste alfabetice de actori și actrițe \| Listă de actrițe A - B - C - D - E - F - G - H - I - J - K - L - M - N - O - P - Q - R - S - T - U - V - W - X - Y - Z |

## Actori - I
| - Eric Idle (* 1943) - Franco Interlenghi (1931 - 2015) | - Jeremy Irons (* 1948) - Henry Irving (1838 - 1905) | - Wolfgang Ivens (* 1973) |

## Actrițe
|  | Listă de actrițe \| \| Listă de actori \| Liste alfabetice de actori și actrițe \| Listă de actrițe A - B - C - D - E - F - G - H - I - J - K - L - M - N - O - P - Q - R - S - T - U - V - W - X - Y - Z |